# Lunow-Stolzenhagen
Lunow-Stolzenhagen es un municipio del distrito de Barnim, en Brandeburgo (Alemania).